# Thoet Thai
Thoet Thai (Thai: เทอดไทย) is een tambon in amphoe Mae Fa Luang in Thailand. De tambon had in 2005 22.526 inwoners en bestaat uit 24 mubans.